# La Vieille-Lyre
La Vieille-Lyre é uma comuna francesa na região administrativa da Normandia, no departamento de Eure. Estende-se por uma área de 16,97 km². Em 2010 a comuna tinha 673 habitantes (densidade: 39,7 hab./km²).